# 美國非洲陸軍
美國非洲陸軍（英語：United States Army Africa，USARAF，又譯為美國駐非陸軍），前身為南歐特遣部隊（英語：Southern European Task Force，SETAF），這是美國陸軍的陸軍勤務構成司令部，美國非洲司令部的組成部分，繼承美國第九軍團血統。美國非洲陸軍於2020年與美國歐洲陸軍合併。

## 歷史
1955年10月25日南歐特遣部隊在義大利達比營（Camp Darby）正式成立。
2005年2月，被納入第76聯合特遣部隊（Joint Task Force-76）旗下，前往阿富汗參與反恐戰爭。
2007年6月到2007年11月，南歐特遣部隊作為東方聯合特遣部隊（Joint Task Force–East）的一部分前往羅馬尼亞和保加利亞，目的是加強美國與東歐盟國之間的關係。
2008年12月，美國駐義大利大使和義大利外交部長宣布南歐特遣部隊成為美國非洲司令部的陸軍部門，支援非洲司令部的行動。
2012年1月，南歐特遣部隊正式更名美國非洲陸軍，並與重編的美國第九軍團合併，以繼承其血統和榮譽。。
美國陸軍於2020年正式宣布美國非洲陸軍與美國歐洲陸軍正式合併，改組成為南歐-非洲特遣部隊（SETAF-AF）。